# 1-Fenil-1-pentanol
1-Fenil-1-pentanol ou fenipentol, também chamado de 1-fenilpentan-1-ol, álcool 1-fenilpentílico, álcool a-butilbenzílico, α-butilbenzenometanol e álcool alfa-butilbenzílico, é o composto orgânico de fórmula molecular C11H16O, massa molecular 164,247 g/mol, classificado com o número CAS 583-03-9. Apresenta ponto de ebulição de 137 ºC a 2 mmHg e densidade de 0,960 g/mL.
Foi sintetizado a partir de um ingrediente ativo da planta cúrcuma ou açafrão-da-terra (Curcuma domestica), o p-tolilmetilcarbinol. Sua toxicidade é menor do que a do composto original.

Estrutura do p-tolilmetilcarbinol.

## Síntese
Uma via sintética possível é a partir do óxido de estireno. Óxido de estireno reage na presença de etóxido de sódio com o de éter etílico de acetilacetona resultando em α-aceto-γ-butirolactona-γ-fenilo, o qual com solução ácido de etanol reage resultando em 5-hidroxi-5-fenil-pentanona. Por aquecimento sob refluxo com hidrazina e ácido clorídrico forma o fenipentol.